# وينديفيل (ميزوري)

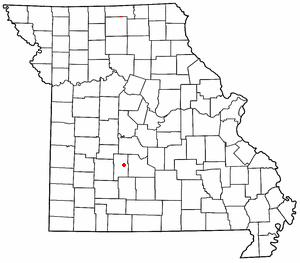
موقع وينديفيل، ميزوري

وينديفيل (بالإنجليزية: Windyville)‏ هي إحدى المجتمعات الفردية (غير مصنفة) في ولاية ميزوري في الولايات المتحدة الأمريكية.